# Heksenkeuken

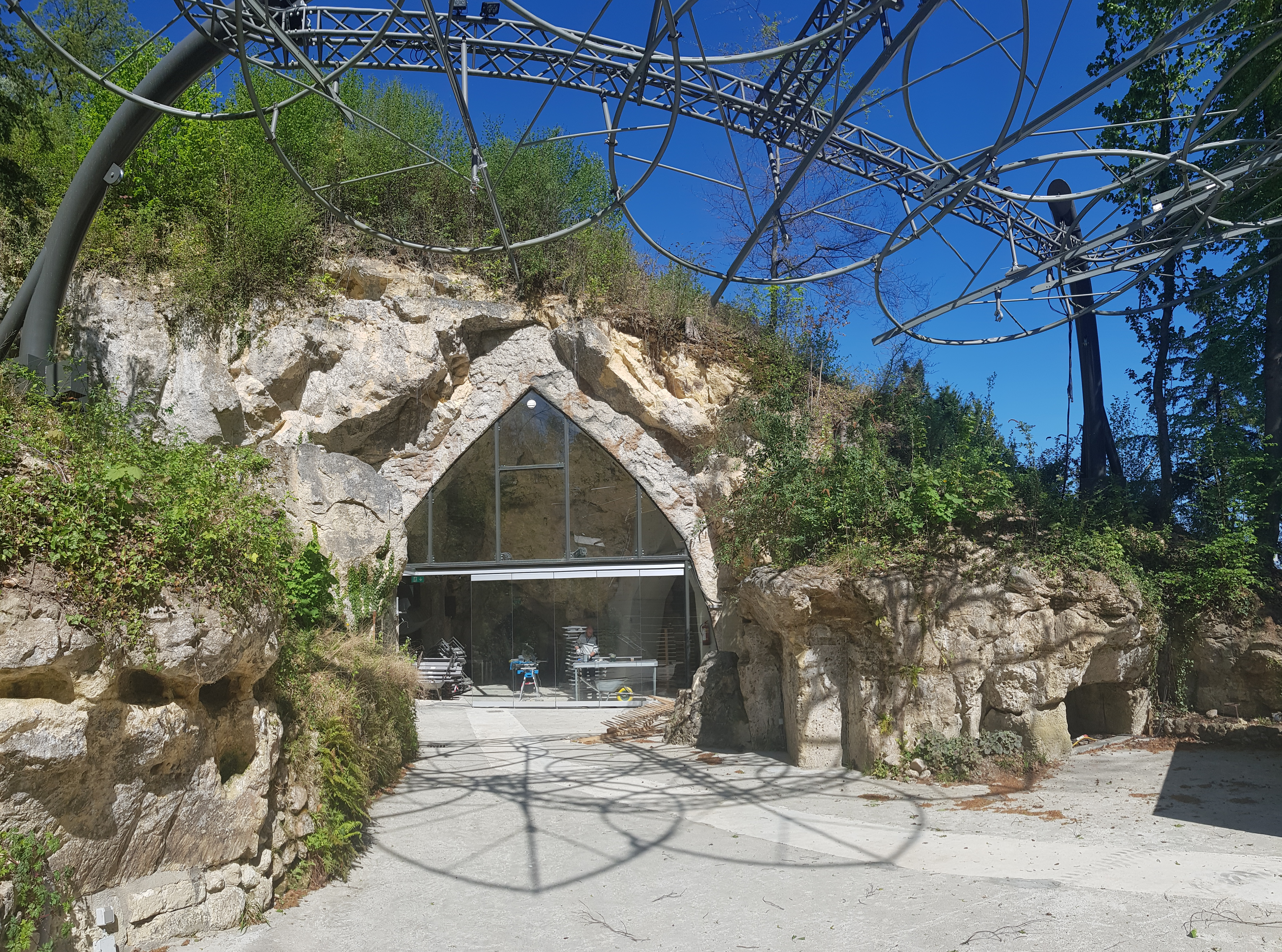
De rotspartij van de Heksenkeuken met de grote koepel en de ondergrondse Heksenkeuken

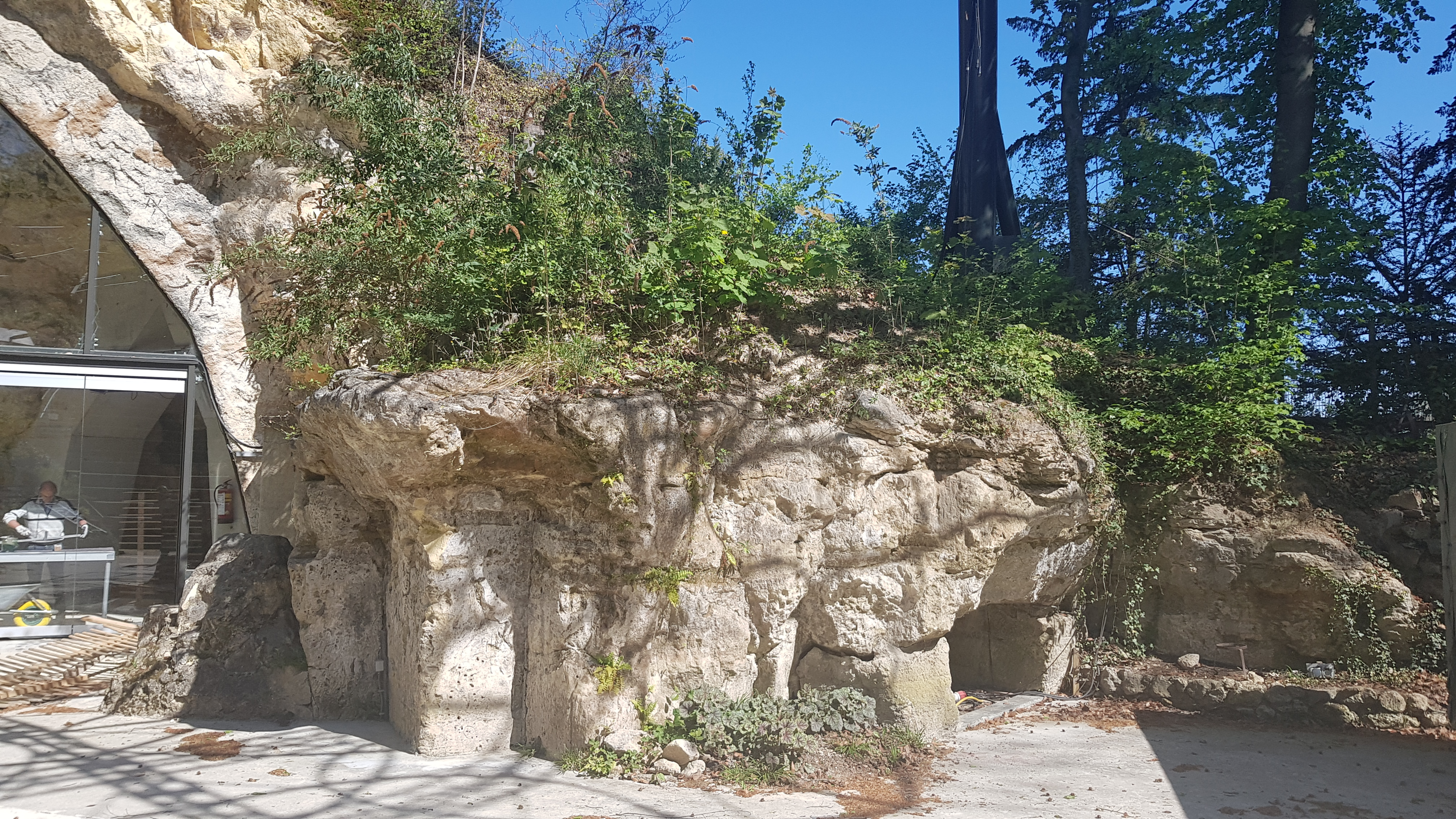
De ondergrondse Heksenkeuken rechts in de rotspartij

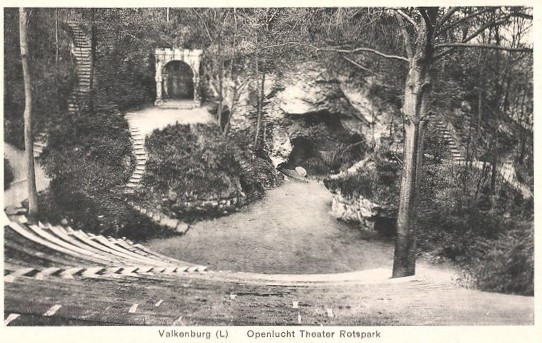
Een oude postkaart met linksboven de poort, midden het grote gewelf en links naast de rechter boom de holte van de eigenlijke Heksenkeuken

De Heksekeuken is een Limburgse mergelgroeve en rotsformatie in de Nederlandse gemeente Valkenburg aan de Geul in Zuid-Limburg. De ondergrondse groeve ligt aan de westkant van Valkenburg aan de Plenkertstraat in Plenkert op de noordelijke rand van het Plateau van Margraten in de overgang naar het Geuldal. Ter plaatse duikt het plateau een aantal meter steil naar beneden. De Heksekeuken is onderdeel van het Openluchttheater Valkenburg en ligt in het hellingbos Polferbos.
Op respectievelijk ongeveer 65 en 125 meter naar het zuidoosten liggen de Groeve achter Villa Rozenheuvel achter de Villa Rozenheuvel en de Plenkertgroeve, naar het westen liggen de Groeve onder het Rotspark, Vuursteenmijnen van Valkenburg en de Romeinse Katakomben in de Heidegroeve.

## Geschiedenis
In de late middeleeuwen werd de groeve waarschijnlijk ontgonnen door blokbrekers voor de winning van kalksteen.
Rond de 18e eeuw zou de Heksenkeuken volgens overleveringen gebruikt zijn door de bokkenrijders die de ondergrondse ruimte gebruikten voor bijeenkomsten en om samen te komen voordat men op rooftocht er op uit trok.
Na het gebied gekocht te hebben, liet Armand Diepen in de winter van 1892-1893 in de helling schuin achter zijn huis Villa Alpha wandelpaden aanleggen waarmee het Rotspark en het Polferbos tot stand kwamen. Het gebied werd toen opengesteld voor wandelaars Ook Heksenkeuken lag in het aangekochte gebied en werd gezien de verschillende ansichtkaarten uit het begin van de 20e eeuw een plek waar ook toeristen kwamen wandelen.
In 1915 vroeg de in Villa Alpha woonachtige Jan Diepen, telg uit een familie van textielfabrikanten en geïnspireerd geraakt door openluchttheaters in Oostenrijk, aan architect Pierre Cuypers om in het rotspark in de reeds bestaande laagte bij de rotsformatie van de Heksenkeuken een openluchttheater aan te leggen. Onder leiding van de architect werd er in zes weken tijd een tribune uitgehouwen met capaciteit voor 1200 toeschouwers om naar voorstellingen te komen kijken. Op 6 juni 1916 werd het Openluchttheater Valkenburg geopend.

## Groeve
De groeve heeft een oppervlakte van ongeveer 78 vierkante meter.
Met de aanduiding Heksenkeuken wordt in de volksmond verwezen naar de gehele rotsformatie bij het openluchttheater. Deze rotsformatie bestaat uit verschillende holtes en gangen die met elkaar verbonden zijn. De eigenlijke Heksenkeuken, de plaats waar de bokkenrijders samen zouden zijn gekomen, is een ruimte die lager ligt dan de vloer van het theater en kijkende vanaf de tribune rechts van het podium in de rotsformatie gesitueerd is. Deze als opslag in gebruik zijnde ruimte heeft een opening aan de kant van de tribune en is toegankelijk aan de andere kant van die ruimte waar die in verbinding staat met de grote koepelvormige ruimte. Vanuit die grote ruimte kan men richting het zuiden en komt dan via de grote opening op het grote podium van het openluchttheater uit. Men kan ook richting het noorden waar men via de artiesteningang uitkomt bovenaan een pad dat naar de kassa's aan de straat loopt. Verder kan men richting het westen een trap op die de naam Reuzentrap draagt. Deze trap zou vroeger helemaal naar bovenop de rotsformatie gelopen hebben, maar maakt nu na een aantal meter een knik naar links waar men via een tunnel (gezien vanuit de tribune) links boven het podium uitkomt via een poort.
Het grote gewelf is vanwege de veiligheid voorzien van betonnen bogen die het kalkstenen plafond op z'n plaats houden. Tussen de ruimte met het grote gewelf en het buitenpodium is een grote glaswand aangebracht om binnen de weersinvloeden te beperken. Behalve het grote podium in de open lucht is er ook een klein podium binnen onder (de westkant van) het grote gewelf.

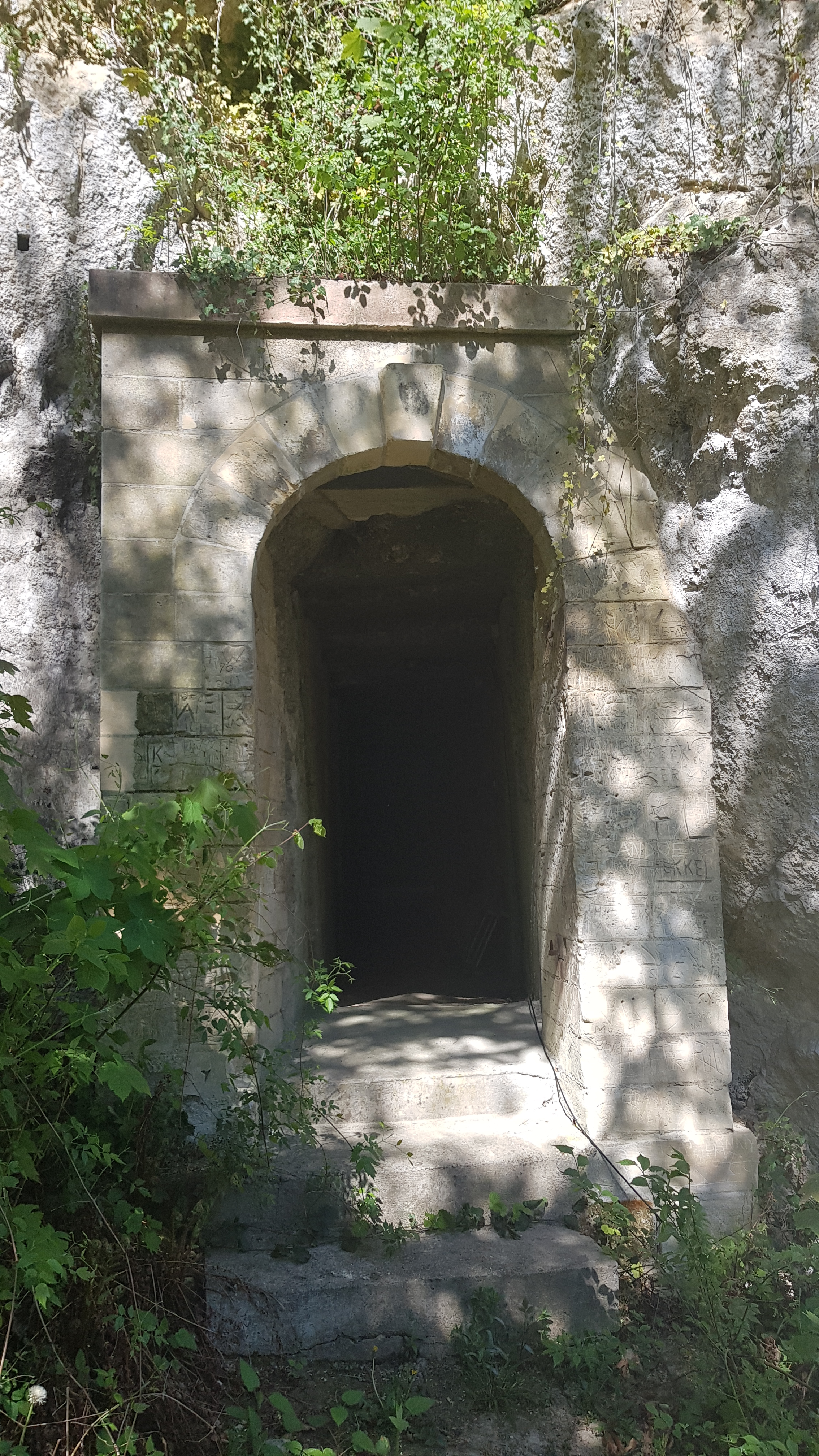
Poort links boven het grote podium
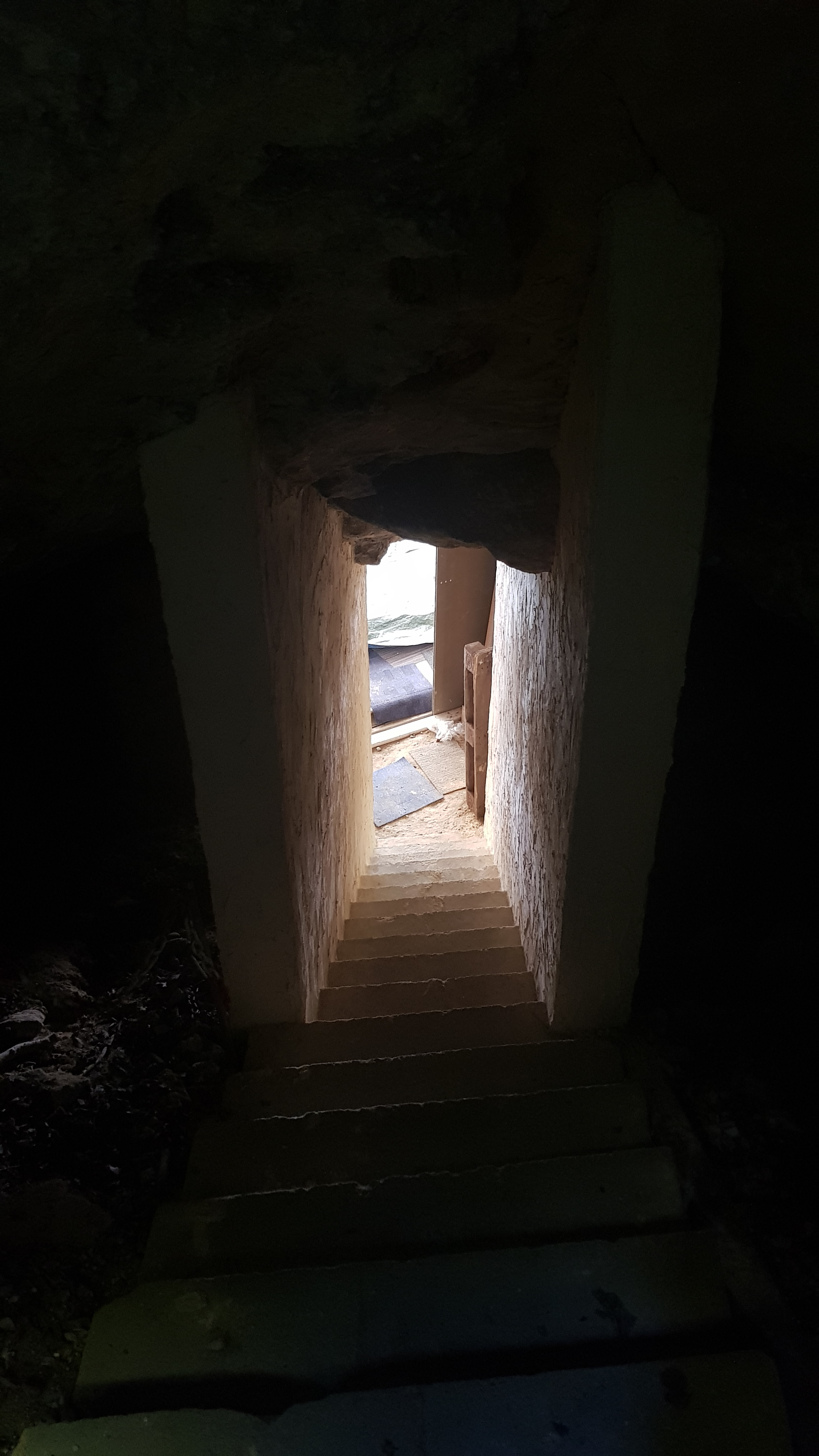
Op de Reuzentrap naar beneden gekeken
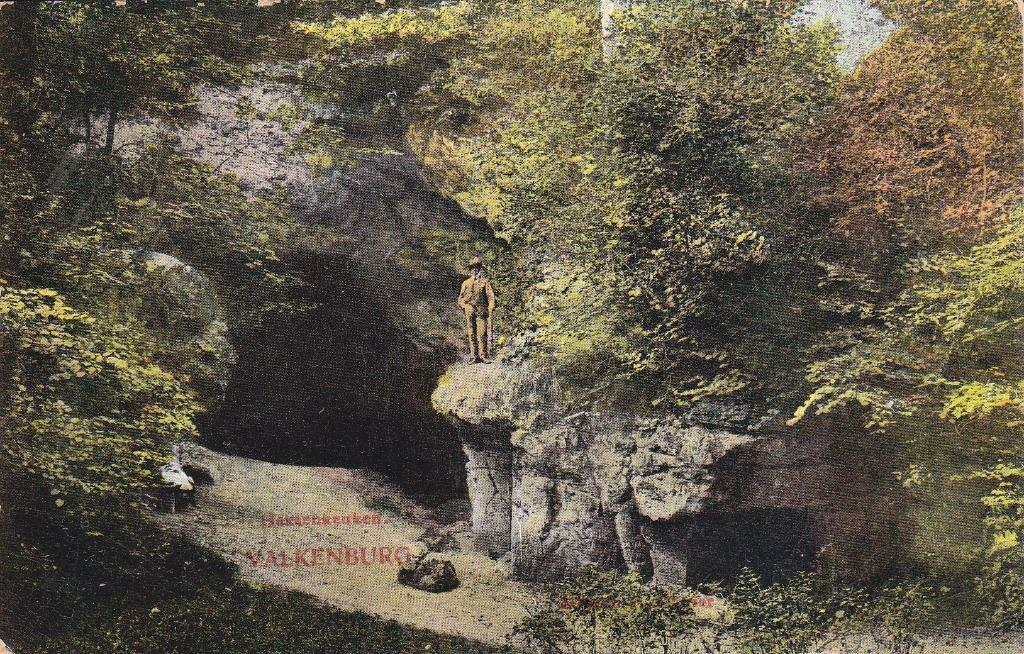
Een oude postkaart met links het grote gewelf en rechtsonder de holte van de eigenlijke Heksenkeuken